# Sawanna

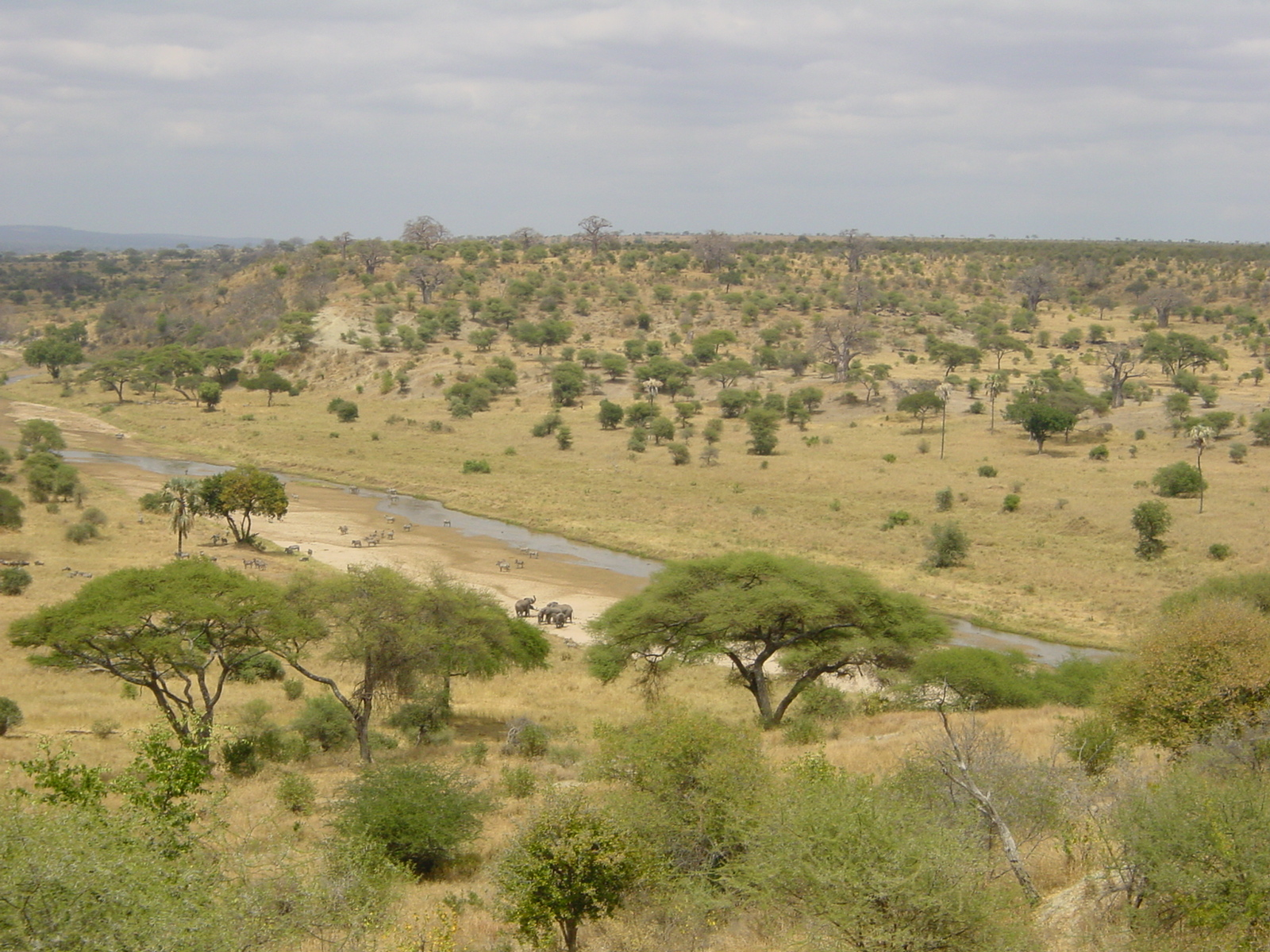
Sawanna w Tanzanii

Sawanna – formacja trawiasta strefy międzyzwrotnikowej o klimacie gorącym, z wyraźnie zaznaczonymi 3 porami roku, tj. deszczową (ze średnią temperaturą 18–24 °C) oraz dwiema porami suchymi: chłodną (średnio 14–20 °C) i gorącą (26–30 °C, niekiedy nawet do 45 °C).
Istnieje kilka podziałów sawann, uwzględniających różne kryteria. W większości z nich uwzględniane są jednak 3 analogiczne rodzaje:
- sawanna drzewiasta (inaczej zalewowa) – pora sucha trwa zwykle 3–5 miesięcy[2];
- sawanna krzewiasta – pora sucha trwa zwykle 5–7 miesięcy[2];
- sawanna trawiasta (inaczej sucha lub cierniowa) – pora sucha trwa często powyżej 7 miesięcy[2].

Sawanny bywają wykorzystywane jako naturalne pastwiska. Fauna zamieszkująca tę formację to głównie roślinożercy żyjący w bardzo licznych stadach.

## Roślinność
Roślinność sawanny stanowią w większości pirofity, czyli gatunki odporne na działanie ognia. Cecha ta ma kluczowe znaczenie adaptacyjne (dostosowawcze), ponieważ na sawannach każdego roku wybuchają pożary (zwykle wzniecane przez człowieka). Niekiedy pożary bywają czynnikiem sawannotwórczym.
Na drobnoziarnistej glebie rosną głównie trawy, nie sprzyja ona bowiem rozwojowi drzew.
W szacie roślinnej dominują kępy sucholubnych traw (np. afrykańska trawa słoniowa dochodząca do 3 m wysokości). Na niektórych sawannach rosną nieliczne drzewa, np. akacje, baobaby, palmy, które zwykle zrzucają liście w porze suchej. Większe skupiska drzew występują tylko nad ciekami, tworząc tzw. lasy galeriowe. W krajobrazie nie ma wyraźnej granicy między wilgotnym lasem równikowym a trawiastą sawanną. W strefie przejściowej w miarę posuwania się w stronę sawanny las staje się coraz rzadszy, a drzewa coraz niższe.

## Występowanie
Sawanny występują na znacznych obszarach Afryki, pokrywają ponad 1/3 powierzchni Afryki, i Ameryki Południowej na północ i południe od strefy lasów równikowych, a także w Indiach, wschodniej Australii czy na pograniczu meksykańsko-amerykańskim. Sawanna nosi różne nazwy regionalne, np. campo w Brazylii, czy llanos w Wenezueli.